# Sarah Bro
Sarah Bro, född 4 mars 1996, är en dansk simmare. Hennes syster, Signe Bro, är också en simmare.

## Karriär
Bro tävlade för Danmark vid olympiska sommarspelen 2016 i Rio de Janeiro. Hon var med i Danmarks lag som blev utslaget i försöksheatet på 4 × 100 meter frisim.